# يان موريس (منافس ألعاب قوى)
يان موريس (بالإنجليزية: Ian Morris) (و. 1961  م) هو منافس ألعاب قوى ترنيدادي، شارك في الألعاب الأولمبية الصيفية 1992، والألعاب الأولمبية الصيفية 1988.

## روابط خارجية
- يان موريس على موقع الاتحاد الدولي لألعاب القوى (الإنجليزية)
- يان موريس على موقع اللجنة الأولمبية الدولية (الإنجليزية)
- يان موريس على موقع أوليمبيديا (الإنجليزية)